# Trealose
Trealose, também conhecida como tremalose, é um dissacarídeo com ligação alfa natural formado por uma ligação α,α-1,1-glicosídeo entre duas unidades de α-glicose. Em 1832, H.A.L. Wiggers descobriu a trealose no esporão-do-centeio,  e em 1859 Marcellin Berthelot isolou-a a partir de maná trehala, uma substância produzida por alguns carunchos, e chamou-lhe trealose. Pode ser sintetizada por fungos, plantas e animais invertebrados. Está implicada na anidrobiose - a capacidade de alguns animais e plantas resistirem a períodos prolongados de dessecação. Tem grande capacidade de retenção de água, sendo utilizada no fabrico de alimentos e cosméticos. Pensa-se que este açúcar forme uma fase de gel à medida que as células desidratam, o que evita a disrupção dos organelos celulares internos, fixando-os na sua posição. A reidratação permite então a retoma da actividade celular normal sem os grandes e letais danos que normalmente se seguiriam a um ciclo de desidratação/reidratação. A trealose tem ainda a vantagem adicional de ser um antioxidante. A extracção da trealose era um processo difícil e caro, mas recentemente, uma técnica de extracção a partir do amido, desenvolvida pela empresa japonesa Hayashibara, permite a produção em massa e a baixo custo. 

## Estrutura
A trealose é um dissacarídeo formado por uma ligação 1, 1-glicosídeo entre duas unidades de α-glicose. Uma vez que a trealose é formada pela ligação de dois grupos redutores, não possui a capacidade de reduzir outros compostos.

## Propriedades químicas
A trealose é um açúcar não-redutor formado por duas unidades de glicose ligadas por uma ligação 1-1 alfa, o que lhe dá o nome de α-D-glicopiranosil-(1→1)-α-D-glicopiranosida. A ligação torna a trealose muito resistente à hidrólise ácida, e portanto ela é estável em solução a altas temperaturas, mesmo em condições ácidas. Esta ligação mantém também os açúcares não-redutores na forma de anel fechado, de tal forma que os grupos terminais aldeído ou cetona não se ligam a resíduos proteicos de lisina ou arginina (um processo chamado glicação). A trealose é decomposta em glicose pela enzima trealase, descrita pela primeira vez por Emil Fischer. Possui cerca de 45% da capacidade de adoçamento da sacarose, sendo menos solúvel que esta, excepto a temperaturas elevas (>80 °C). Forma um cristal romboide na forma de di-hidrato, e tem 90% da capacidade calorífica da sacarose nessa forma. As formas anidras da trealose absorvem prontamente humidade convertendo-se em di-hidrato. As formas anidras de trealose podem apresentar propriedades físicas interessantes quando tratadas com calor.

## Propriedades biológicas
Na natureza, a trealose pode ser encontrada em animais, plantas e micro-organismos. Em animais, a trealose é prevalente no camarão e nos insectos, incluindo gafanhotos, borboletas e abelhas, nos quais o açúcar que circula no sangue é trealose. A trealose é então decomposta em glicose pela enzima catabólica trealase para poder ser utilizada. Encontra-se também presente no líquido de troca nutritiva entre as vespas e suas larvas.
Nas plantas, a presença de trealose pode ser observada em sementes de girassol, plantas dos géneros Botrychium, Selaginella, e algas marinhas. Entre os fungos, é prevalente em alguns cogumelos como shiitake (Lentinula edodes), maitake (Grifola fondosa), e orelha-de-judas (Auricularia auricula-judae), os quais podem conter entre 1 a 17% do peso seco em trealose. Pode ainda ser encontrada em micro-organismos como levedura-de-padeiro, e é metabolizada por várias bactérias, incluindo Streptococcus mutans, a bactéria oral comum responsável pela placa bacteriana.
Quando os tardígrados secam, a glicose nos seus corpos transforma-se em trealose quando entram num estado de criptobiose - estado no qual parecem estar mortos. Porém, quando são molhados, revivem e regressam ao seu anterior estado metabólico. Pensa-se também que as larvas de Polypedilum vanderplanki e Artemia são capazes de aguentar a desidratação por armazenarem trealose nas suas células.
As duas teorias mais aceites sobre o modo como a trealose funciona num organismo no estado de criptobiose são a teoria da vitrificação, um estado que previne a formação de gelo, e a teoria do deslocamento de água, na qual a água é substituída por trealose, embora seja possível que se trate de uma combinação das duas teorias.
A enzima trealase, uma glicosídeo hidrolase, presente mas não abundante na maioria das pessoas, decompõe a trealose em duas moléculas de glicose, que pode então ser absorvida no intestino.
A trealose é a principal molécula de carboidrato de armazenamento de energia usada pelos insectos para o voo. Uma possível razão para tal é que a dupla ligação glicosídica da trealose, quando sujeita à acção da trealase, liberta duas moléculas de glicose, necessária aos requisitos rápidos de energia para o voo. Este processo tem o dobro da eficiência que o de libertação de glicose a partir do polímero amido, no qual a clivagem de uma ligação glicosídica liberta uma só molécula de glicose.

## Produção
Até há algum tempo, a trealose era produzida por um processo de extracção a partir de culturas de leveduras, mas como os custos de produção eram proibitivos, o seu uso estava limitado a apenas alguns cosméticos e químicos.
Em 1994, a Hayashibara, um produtor de amido sacarificado de Okyama, Japão, descobriu um método de produção em massa de trealose a partir do amido liquefeito. No ano seguinte, a Hayashibara iniciou a comercialização de trealose produzida por activação de duas enzimas, a enzima produtora de glicosilotrealose, que modifica o terminal redutor do amido numa estrutura de trealose, e a enzima libertadora da trealose que faz a separação desta estrutura de trealose por hidrólise da ligação α-1,4-glicosídeo que lhe é adjacente. São usadas outras duas enzimas como forma de aumentar o rendimento do processo, isoamilase e ciclodextrina glicosiltransferase. Como resultado, pode ser produzida em massa trealose de alta pureza a partir do amido, a muito baixo custo.

## Usos
A trealose foi aceite como um novo ingrediente alimentar, sendo geralmente reconhecida como segura, tanto nos Estados Unidos como na União Europeia. Os seus usos na indústria abrangem um grande leque de produtos que não existe para os outros açúcares, sendo o principal nos alimentos processados. A trealose é usada numa variedade de alimentos deste tipo incluindo pão, alimentos congeladas, bebidas, etc. A sua aplicação em tão grande variedade de produtos deve-se aos efeitos multifacetados das propriedades da trealose, como o seu sabor inerentemente suave e doce, as suas propriedades conservantes, que mantêm a qualidade dos três nutrientes principais (carboidratos, proteínas e gorduras); a sua poderosa capacidade de retenção de água, que preserva a textura dos alimentos ao protegê-los da dessecação e congelação; e a sua capacidade para suprimir sabores fortes, amargos, adstringentes, bem como o odor de alimentos e carnes crus e de alimentos embalados.
Contudo, sendo menos solúvel e menos doce que a sacarose, a trealose é raramente utilizada como um substituto directo dos adoçantes convencionais, como a sacarose.
É também usada na estabilização de proteínas em laboratório. É particularmente eficaz quando combinada com iões fosfato.